# ویتورنیو
ویتورنیُو (به فنلاندی: Ylitornio) یک منطقهٔ مسکونی در فنلاند است که در لاپلند واقع شده‌است.